# دیپینیانو
دیپینیانو (به ایتالیایی: Dipignano) یک کومونه در ایتالیا است که در استان کزنتزا واقع شده‌است.

## خصوصیات
دیپینیانو ۲۳ کیلومترمربع مساحت و ۴٬۱۵۶ نفر جمعیت دارد و ۷۲۳ متر بالاتر از سطح دریا واقع شده‌است.